# Altura (so)
L'altura és la freqüència fonamental percebuda d'un so. Mentre que la freqüència fonamental es determina a través de mesures físiques, l'altura pot ser diferent d'aquesta mesura a causa dels harmònics que es troben a altres freqüències diferents a la fonamental. Es diu que un so és més agut si té més altura i que és greu si en té menys. És una de les característiques fonamentals per definir un so, juntament amb la durada, la intensitat i el timbre. En música, la unitat occidental per mesurar l'altura dels sons i les distàncies que hi ha entre si, és el to; i la seva meitat, el semitò.

## To pur
En aquest cas, al tractar-se d'un to pur, l'altura és similar a la freqüència fonamental. Es pot classificar l'altura en dos grans grups: els aguts i els greus. Que un to sigui més agut o greu depèn de la seva freqüència (mesurada habitualment en Hertz), és a dir del nombre de vegades que vibra l'ona sonora en un segon. A major freqüència de l'ona sonora major serà l'altura del to. Cada vegada que la freqüència es dobla, l'altura puja una octava musical.

## Percepció d'altura
Si es toca la nota la3, per sobre d'un to pur de 440 Hz, en un piano pot ser percebuda per un to de 440 Hz per l'orella humana. Òbviament la nota que s'ha tocat té una freqüència major (i diferent a 440 Hz) però això no es tradueix en una variació perceptible de l'altura. De fet el llindar a partir del qual l'orella humana nota diferències està al voltant dels 5 cents (5 centèssimes d'un semitò). Aquest llindar varia en funció de la situació però és prou precís quan l'orella està percebent més de dos tons.
L'altura també depèn de l'amplitud del so, especialment en els sons de baixes freqüències.
Un exemple de percepció errònia d'altura succeeix a la natura quan el so d'una font sonora arriba directament a la nostra oïda o bé quan el so es reflecteix en una superfície que reflecteix el so. La sensació que percebem és la repetició del so o eco.